# Вайс (приток Зига)
Вайс (нем. Weiß) — река в Германии, протекает по земле Северный Рейн-Вестфалия. Площадь бассейна реки составляет 71,463 км². Длина реки — 18,1 км.

## География
Вайсс берёт свой исток на территории Северного Рейна-Вестфалии, в 220 метрах к северо-западу от границы с Федеральной землёй Гессен, в 1,6 км к югу от Вильгерсдорфа на высоте приблизительно 493 метра над уровнем моря. Исток находится приблизительно в 1,3 км от горы Кальтайхе (579 м.) и в 600 метрах к северу от горы Хиршштайн (562,9 м.). В 125 метрах к западу от источника проходит шоссе L904, связывающее Вильнсдорф на севере с гессенской границей на юге. Источник окружён небольшой просекой.
Вайсс течёт преимущественно в северо-западном направлении через Вильгерсдорф и Нидердильфен в направлении Зигена. На территории Зигена через реку переброшено множество мостов, частично Вайсс течет под землёй. В центре Зигена неподалёку от театра «Аполлон» Вайсс — впадает в Зиг.

## Населённые пункты
В течение Вайсса находятся следующие населённые пункты: Вильгерсдорф, Анцхаузен, Нидердильфен, Каан-Мариенборн и Зиген.

## Ландшафт
Характерной ландшафтной чертой Вайсса является узкая долина, покрытая лесом. С юга бассейн Вайсса граничит с бассейном Айзернбаха, с севера — с бассейном Зига. На уже упомянутой границе с Федеральной землёй Гессен, в районе гор Кальтайхе и Ширшштайн, начинается Вестервальдская часть прогулочной дороги Ротхаарштайг.